# Argentina en los Juegos Olímpicos de Vancouver 2010

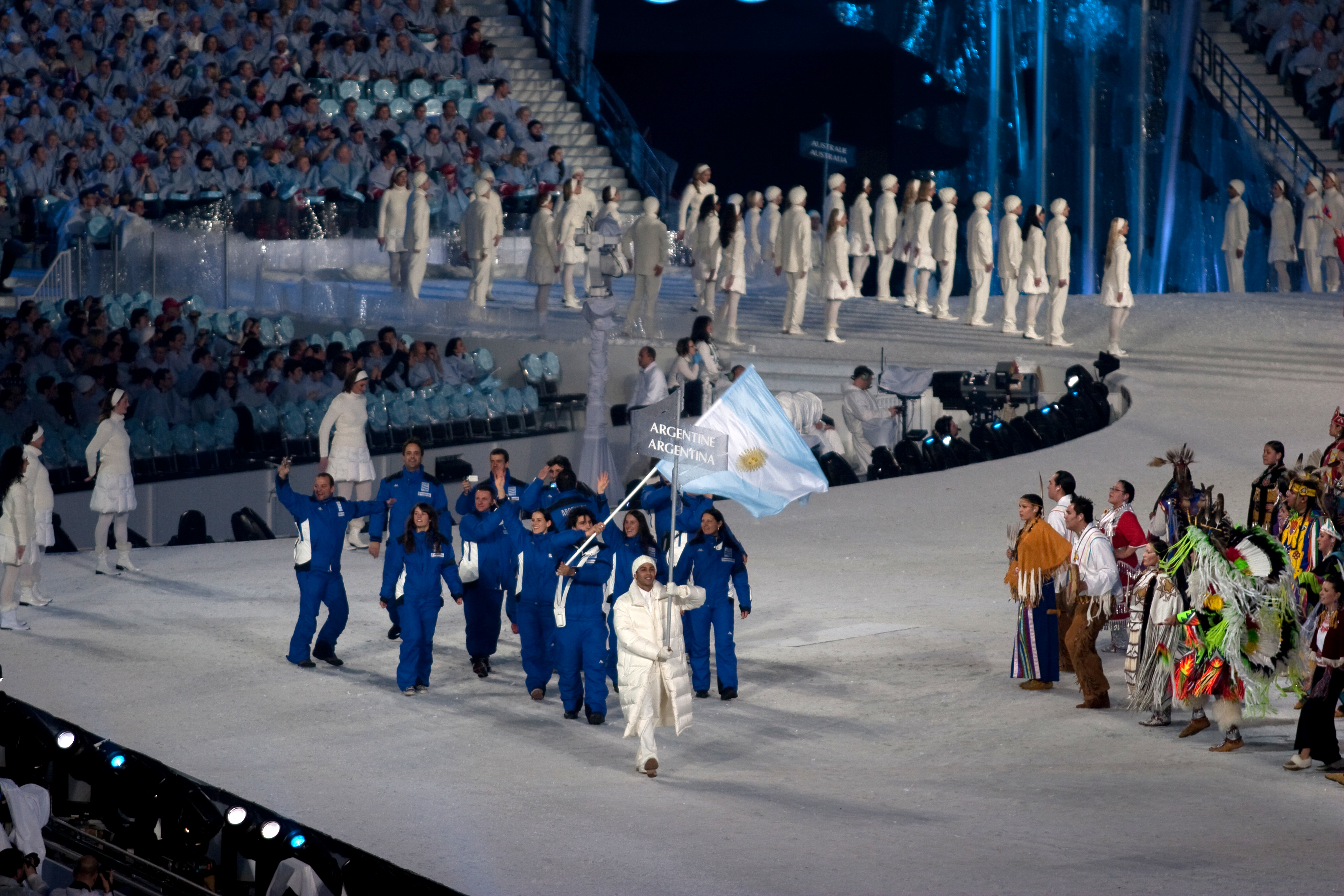
Delegación argentina en la ceremonia de apertura de Vancouver 2010.

La participación de Argentina en los Juegos Olímpicos de Vancouver 2010 fue la 17.ª presentación oficial organizada por el Comité Olímpico Argentino.
La delegación presentó 7 deportistas, de los cuales 2 fueron mujeres y 5 hombres, para participar en tres deportes (Esquí alpino, Esquí de fondo y Luge).
El abanderado de la delegación argentina fue el esquiador alpino Cristian Javier Simari Birkner.

## Esquí alpino
Argentina calificó cinco deportistas para esquí alpino.
- Cristian Javier Simari Birkner
- Agustín Torres
- Macarena Simari Birkner
- Maria Belen Simari Birkner
- Nicol Gastaldi

## Esquí de fondo
Argentina calificó un deportista para esquí de fondo.
- Carlos Lannes

## Luge
Argentina calificó un deportista para luge.
| Atleta         | Evento               | Final     | Final     | Final     | Final     | Final    | Final   |
| Atleta         | Evento               | 1.ª ronda | 2.ª ronda | 3.ª ronda | 4.ª ronda | Total    | Ranking |
| -------------- | -------------------- | --------- | --------- | --------- | --------- | -------- | ------- |
| Rubén González | Masculino individual | 52.540    | 52.155    | 52.298    | 51.312    | 3:28.305 | 38      |